# 晚香玉
晚香玉（学名：Polianthes tuberosa），别名月下香，是天門冬科（龍舌蘭亞科）晚香玉属的一种多年生球根开花植物。
多年生草本，根状茎块状；线形叶子丛生，先端尖；花茎较长，上部呈总状花序，夏秋开白色花，有浓香味，晚上香味更浓。
晚香玉花在晚上開花，在印度东部地区，被人们称作“Ratkirani”，意思就是“夜晚的女王”。

## 外部連結
- 晚香玉 Wanxiangyu （页面存档备份，存于） 藥用植物圖像資料庫 (香港浸會大學中醫藥學院) （繁體中文）（英文）